# Abrostola mariana
Abrostola mariana är en fjärilsart som beskrevs av Walter 1928. Abrostola mariana ingår i släktet Abrostola och familjen nattflyn. Inga underarter finns listade i Catalogue of Life.